# Судебная ошибка
Судебная ошибка — осуждение и наказание невиновного лица за преступление, которого он не совершал. Этот термин изредка используется и в противоположном значении — когда действительного преступника необоснованно оправдывают.

## Проблематика
У большинства систем уголовного правосудия есть возможность пересмотреть или отменить неправомерное осуждение, но этого зачастую крайне сложно достичь. Наиболее серьёзными считаются, случаи когда неправомерное осуждение не отменено в течение нескольких последующих лет или до того, как неправомерно осужденный человек был казнён или умер в тюрьме.
Вероятность судебной ошибки (и реальные примеры таких ошибок) часто используются в качестве аргумента за запрет смертной казни. В последние годы судебная экспертиза биологических материалов на уровне ДНК позволила пересмотреть приговоры многим ошибочно осуждённым. 
В России длительное время к судебным ошибкам относили признание отягчающими обстоятельств, указанных в законах недостаточно ясно, к примеру, состояние опьянения правонарушителя, данные о его личности и прочее, для избежания подобных распространенных судебных ошибок время от времени в Уголовный Кодекс РФ вносятся поправки, дающие судьям право на самостоятельное решение по этим и подобным вопросам.

## В массовой культуре
- Роман Агаты Кристи «Пять поросят» (1942).
- Повесть Стивена Кинга «Рита Хейуорт и спасение из Шоушенка» (1982) (экранизация в 1994 году).
- Роман Стивена Кинга «Зелёная миля» (1996) (одноимённая экранизация в 1999 году).
- Х/ф «Женщины в ярости» (1985).
- Х/ф «Беглец» (1993).
- Х/ф «Без вины виноватый» (1998).
- Х/ф «Ворон 3: Спасение» (2000).
- Х/ф «Побег» (2005).
- Х/ф «Приговор» (2010).
- Х/ф «Приключения Паддингтона 2» (2017).
- Сериал «Лучше звоните Солу», сезон 5 эпизод 4; (2015-2022)